# Loxton Airport
Loxton Airport är en flygplats i Australien. Den ligger i kommunen Loxton Waikerie och delstaten South Australia, omkring 200 kilometer öster om delstatshuvudstaden Adelaide.
Runt Loxton Airport är det mycket glesbefolkat, med 2 invånare per kvadratkilometer.. Närmaste större samhälle är Loxton, nära Loxton Airport. 
Trakten runt Loxton Airport består till största delen av jordbruksmark. Genomsnittlig årsnederbörd är 320 millimeter. Den regnigaste månaden är februari, med i genomsnitt 54 mm nederbörd, och den torraste är oktober, med 11 mm nederbörd.